# Anticheta obliviosa
Anticheta obliviosa är en tvåvingeart som beskrevs av Günther Enderlein 1939. Anticheta obliviosa ingår i släktet Anticheta och familjen kärrflugor. Arten har ej påträffats i Sverige. Inga underarter finns listade i Catalogue of Life.